# Chiesa di San Sigismondo (Faenza)
La chiesa di San Sigismondo è un luogo di culto di Faenza.

## Storia e descrizione
Le sue origini sono incerte, ma sicuramente risalenti al 1200.
L'edificio attuale è comunque frutto di una totale ricostruzione avvenuta nel 1835 ad opera di Pietro Tomba Junior. All'interno, l'arcone del presbiterio venne abbellito con decorazioni di Michele Chiarini, mentre nell'abside, nella volta e nelle cappelle laterali furono adornate con opere di Romolo Liverani.
Di proprietà di privati, viene aperta al pubblico solo in circostanze particolari.